# Badepigrus
Badepigrus is een geslacht van weekdieren uit de klasse van de Gastropoda (slakken).

## Soorten
- Badepigrus badius (Petterd, 1884)
- Badepigrus contortus (Hedley, 1907)
- Badepigrus protractus (Hedley, 1904)
- Badepigrus pupoideus (H. Adams, 1865)
- Badepigrus semicinctus (May, 1915)